# Документарна гіпотеза
Документа́рна гіпо́теза (англ. Documentary Hypothesis) або Теорія чотирьох джерел — це гіпотеза походження розбіжностей, суперечностей, повторень у тексті П'ятикнижжя Біблії. За документарною гіпотезою текст П'ятикнижжя дістав свою форму внаслідок з'єднання кількох спочатку незалежних документів: E (Елохіст), J (Ягвіст), D (від латинського Deuteronomium, «Повторення Закону»), P (від німецького Priesterkodex, «Священичий кодекс») . Поряд з Фрагментарною гіпотезою та гіпотезою додатків становить одну з гіпотез походження П'ятикнижжя. Образ Бога теж в двох джерелах не цілком однаковий. Священичий кодекс підкреслює справедливість Бога, який оголошує людям Свою волю і суворо карає за її порушення. А ось Ягвіст підкреслює Його готовність до милосердя і ласки: «не буду більше проклинати землю за людину … І вже більше не вбиватиму всього живого».

## Історія виникнення
До XVIII століття дослідники Біблії додержувались традиційного погляду на авторство П'ятикнижжя. Вважалося, що текст цілком написав Мойсей, за винятком кількох рядків, доданих пізніше. Проте, вже в ранньому середньовіччі у вчених виникали сумніви в традиційному погляді.
У XI столітті Ісаак ібн Йашуш, придворний лікар в Іспанії, зазначив, що перелік царів Едому з книги Буття 36 згадує імена царів, що жили значно пізніше Мойсея. Авраам ібн Езра, середньовічний коментатор Біблії, додав до тексту коментарів на книгу «Повторення Закону» кілька загадкових рядків, що вказують на його сумніви в Мойсеєвім авторстві П'ятикнижжя: «Йордан та ін.», «Тільки-но зрозумієш таємницю дванадцяти» та інші. Зміст цих коментарів розгадав Спіноза. Він припустив, що ібн Езра посилається на вірші П'ятикнижжя, які суперечать тому, що Мойсей був його автором. Фраза «по той бік Йордану», що часто трапляється в книзі «Повторення Закону», стосується Зайордання, а це означає, що текст йде від особи, що знаходилась на заході від Йордану, тоді як Мойсей, за П'ятикнижжям, не переходив Йордану. А фраза «тільки-но зрозумієш таємницю дванадцяти» стосується подій книги Повторення Закону 27, де вказується, що вся книга Мойсея була записана по колу жертівника, який, згідно з переказами, складався з 12 каменів. З цього випливає, що книга Мойсея була набагато меншого розміру, аніж П'ятикнижжя.
В 1651 Томас Гоббс описав багато висловлювань, таких, як Вт. 34:6 («ніхто не знає місця його поховання й досі», маючи на увазі, що автор жив набагато пізніше смерті Мойсея); Бут. 12:6 («і ханаанці жили тоді в краї», маючи на увазі, що автор жив в той час, коли ханаанці вже не жили в краї), і Чис. 21:14 (посилання на попередню книгу діянь Мойсея), і дійшов висновку, що жодне з цих висловлювань не міг написати Мойсей. Інші, в тому числі Ісак де ла Пейєр, Барух Спіноза, Річард Саймон і Джон Хампден дійшли схожих висновків, але їхні твори засудили, причому декого з них ув'язнили, і після цього вони були змушені зректися своїх тверджень.
У XVIII ст. вчені помітили, що в розповідях, які повторюються (дві розповіді про Створення, дві розповіді про договір Авраама з Богом, дві історії про об'явлення Якову в Бет-Елі тощо), в однім випадку Бог називається ім'ям Ягве, а в іншім — Елогім. Різним іменам Бога відповідають різні варіанти переказів, а якщо виділити ті частини, що в них Бог зветься Ягве, й ті, де Бог зветься Елогім, то зникають повторення й суперечності в тексті Біблії.
На підставі цього спостереження французький професор медицини Жан Астрюк і німецький професор теології Йоганн Айхгорн незалежно один від одного висунули терію, що П'ятикнижжя складено з двох незалежних джерел, що дістали назву Ягвіст та Елогіст.
На початку XIX століття гіпотеза двох джерел була розширена. У класичний вид «теорію чотирьох джерел» в останній чверті XIX століття привів біблеїст Ю. Велльгаузен. Вчені біблеїсти виділили ще два джерела, що відрізняються від решти тексту мовою, стилем і теологічною концепцією.

## Формулювання
Поділ тексту П'ятикнижжя на документи, що були використані в процесі його створення, засноване на наступних критеріях:
Повторення. В розповіддях П'ятикнижжя є близько 25 випадків, коли історія розповідається у двох і більше версіях, наприклад, Бут. 12:10-20, 20:1-18, також 26:6-11. Часто різні версії оповідання суперечать один одному в деталях. В близько 50 випадках закон дається в двох і більше версіях, причому одна з версій розширює або переглядає іншу, наприклад, Левит 11:1-47 та Числа 14:3-20.
Термінологія. У різних частинах П'ятикнижжя послідовно використовується різні терміни для деяких назв, імен та загальних понять, причому якщо історія повторюється двічі, то в першому варіанті використовується один набір термінів, а у другому варіанті — інший набір.
Змістовність оповідань. Частини тексту, виділені по повтореннях та термінології часто являють собою більш змістовні оповідання, ніж у вихідному тексті П'ятикнижжя.
Теологічна концепція. Частини П'ятикнижжя, виділені за допомогою повторень і різної термінології також володіють різними теологічними концепціями. Ці відмінності стосуються концепції Бога, відносин між Богом і людьми, а також свободи волі та етичних ідеалів.

## Джерела

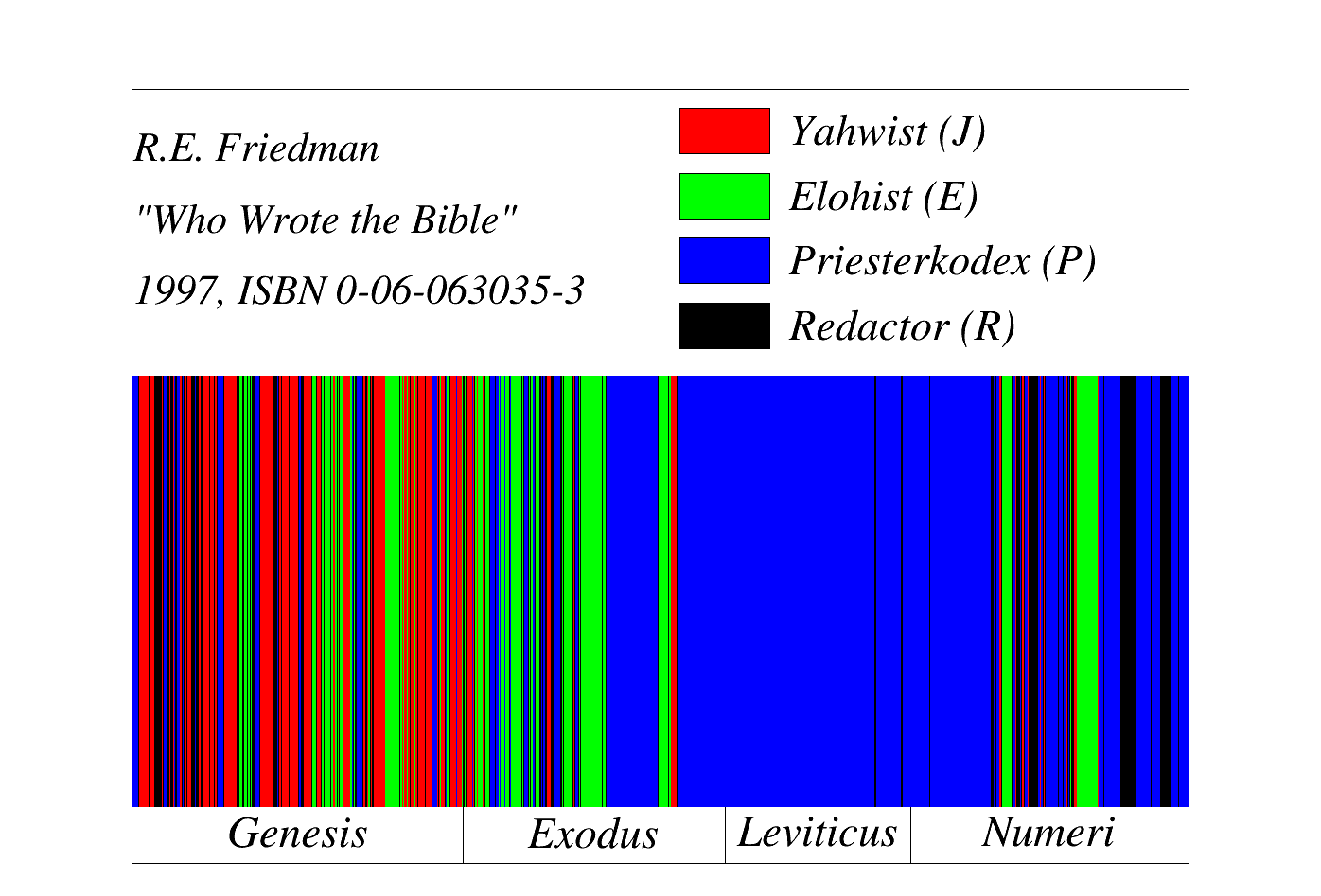
Розподіл документів Ягвіст, Елогіст та Кодекс жерців, а також матеріалу, який був доданий при об'єднанні джерел (Redactor) в перших чотирьох книгах Пятикнижжя.

## Об'єднання джерел
Після зруйнування асирійцями Північного Ізраїльського Царства в 722 р. до н. е. велика кількість біженців з Ізраїлю заполонила південну Юдею. Ці біженці були носіями усних та письмових текстів, в яких описувалось походження та історія Ізраїлю. В Юдеї в цей час існували усні та письмові тексти, в яких зображувалась походження та історія Юдеї. Ці тексти багато в чому опонували один одному. В процесі дискусій між ізраїльтянами та юдеями з окремих фрагментів були створені джерела Ягвіст та Елогіст. Через деякий час заради досягнення компромісу джерела J та E були об'єднані, в результаті була утворена об'єднана історія давніх ізраїльтян JE. Теологічна концепція цих текстів суперечила поглядам жерців Єрусалимського храму, які, в противагу джерелу JE, створили свій варіант єврейської історії — Кодекс жерців Р. Кодекс жерців не був сприйнятий юдейською та ізраїльською елітою, в результаті в 623—621 рр. писарі царя Йосії розвинули історію JE, написали книгу Повторення закону D. Пізніше з різноманітних джерел вони створили книги Ісуса Навина, Суддів, Самуїла, Царів. Після повернення з вавилонського полону всі джерела E, J, P, D були об'єднані, в результаті чого текст П'ятикнижжя отримав сучасну форму.

## Приклади
Нижче наведено приклади того, як деякі літературні особливості тексту П'ятикнижжя пояснюються за допомогою документарної гіпотези.
Суперечність
Кількість чистих тварин, взятих Ноєм у Ковчег
| Бут. 7:2 (Ягвіст) | Бут. 7:8-9 (Кодекс жерців) |
| --- | --- |
| Із усякої чистої худоби візьмеш собі по семеро, самця та самицю її, а з худоби нечистої двоє: самця та самицю її. Також із птаства небесного по семеро, самця та самицю, щоб насіння сховати живим на поверхні всієї землі. | І впровадиш до ковчегу по двоє з усього, з усього живого, із кожного тіла, щоб їх заховати живими з тобою. Вони будуть самець і самиця. Із птаства за родом його, і з худоби за родом її, і з усіх плазунів на землі за родом їх, по двоє з усього увійдуть до тебе, щоб їх зберегти живими. |

Повторення
| Вихід 17:2-7 (Елогіст) | Числа 20:2-13 (Кодекс жерців) |
| --- | --- |
| | |
| І докоряв народ Мойсеєві, і говорили: Дайте нам води погамувати спрагу. І сказав їм Мойсей: Чого ви докоряєте мені? Чого спокушаєте Господа? І спраглий був там народ на воду, і ремствував народ на Мойсея, говорячи: Нащо ти вивів нас із Єгипту, поморити спрагою нас і дітей наших, і череди наші? Мойсей заволав до Господа, і сказав: Що мені робити з народом оцим? Ще трохи, і заб'ють мене камінням. І сказав Господь Мойсеєві: Пройди перед народом, і візьми з собою [деяких] старшин ізраїльських і посоха твого, котрим ти ударив по воді, візьми в руку твою і йди. Ось, Я стану перед тобою там на скелі в Хориві, і ти вдариш у скелю, і рине з неї вода, і буде народ пити. І вчинив так Мойсей на очах старшин ізраїльських. І назвав місцю тому ймення: Масса і Мерива з причини докору синів Ізраїля і тому, що вони спокушали Господа, кажучи: Чи є Господь серед нас, чи немає? | І не було води для громади, і зібралися вони супроти Мойсея та Аарона. І заремствував народ на Мойсея і сказав: О, якби померли тоді і ми, коли вмерли брати наші перед Господом! Нащо ви привели громаду Господню в цю пустелю, щоб нам померти і нашій скотині? І для чого вивели ви нас із Єгипту, аби привести нас на це вороже місце, де не можна сіяти, немає ні смоковниць, ні винограду, ні гранатових яблук, ані навіть води напитися? І рушив Мойсей та Аарон од народу до входу в скинію зібрання, і попадали ницьма на лиця свої, і з'явилася їм слава Господня. І сказав Господь Мойсеєві, говорячи: Візьми жезл і збери громаду, ти і Аарон, брат твій, і скажи на очах їхніх скелі, і вона дасть свою воду: і отак ти виведеш їм воду зі скелі, і напоїш громаду і худобу її. І взяв Мойсей жезл від лиця Господа, як Він звелів йому. І зібрали Мойсей та Аарон народ до скелі, і сказав він їм: Послухайте непокірні, хіба нам із цієї скелі вивести для вас воду? І здійняв Мойсей руку свою, і вдарив по скелі жезлом своїм двічі, і ринуло багато води, і пила громада і худоба її. І сказав Господь Мойсеєві та Ааронові: За те, що ви не повірили Мені, щоб явити святість Мою перед очима синів Ізраїля, не введете ви народу цього на землю, котру Я даю йому. Це вода Меріви, біля котрої заремствували сини Ізраїля на Господа, і Він явив їм святість Свою.\|- |

Автор Кодексу жерців наслідує розповідь Елогіста, але переписує його, переробивши її згідно зі своєю характерною мовою (община, слава Господня, скинія заповіту — вирази, характерні тільки для Кодексу жерців)та додає деякі важливі елементи. Перший з цих елементів — Аарон, якого немає в Елогісті. Другий елемент — провина Мойсея, через яку він та Аарон не ввійдуть в Обіцяний край. Провина Мойсея є в Кодесі жерців, але відсутня в Елогісті.

## Критика документарної гіпотези
Не всі вчені поділяють документарну гіпотезу в тому вигляді, в якому вона була сформульована Ю. Велльгаузеном. У. Кассутто, критикував саму ідею поділу тексту виходячи з таких критеріїв, як протиріччя, повторення, різні імена Бога або розриви в оповіданнях. Повторення, наприклад, він відносив до специфіки жанру, подібної паралелізму в древньосемітській поезії. П. Фольц і В. Рудольф при дослідженні Елогіста виявили, що це джерело не піддається чіткій ідентифікації за критеріями документарної гіпотези. Д. Ван Сетерс пропонує інший спосіб літературної критики П'ятикнижжя — пошуки елементів давньої усної традиції, порівняння їх один з одним і з'єднання в разі збігу по мові. Ф. М. Кросс вважає, що Яхвіст і Елогіст — це прозовий варіант поетичного епосу, частини якого збереглися в тексті, наприклад пісня Міріам, а Кодекс жерців ніколи не існував у вигляді окремого джерела, а є редакцією стародавнього епосу, виробленого в період Другого Храму.
Використовуючи порівняння Е. Грінштейна, процес літературного формування П'ятикнижжя варто уподібнити слону, а вчених — сліпим, обмацують цього слона з різних боків та порівнюють свої відчуття. Документарна гіпотеза — це невелика частина слона, і вченим ще дуже далеко для розуміння загальної картини.